# Luca Shytaj
Luca Shytaj (Tirana, 3 febbraio 1986) è uno scacchista italiano, di origine albanese, grande maestro.

## Biografia
Nato in Albania, nel 1992 si è trasferito con la sua famiglia a Bari. Nel 2007 ha acquisito la doppia cittadinanza italiana e albanese.
Laureatosi in Biologia molecolare all'Università degli Studi di Roma "La Sapienza", è balzato agli onori delle cronache extrascacchistiche nel 2013, poiché durante il dottorato ha condotto delle ricerche in un laboratorio statunitense che hanno prodotto importanti sviluppi per una possibile terapia per l’AIDS.
Ha fatto parte del team di ricercatori italiani che in collaborazione con numerosi centri di ricerca americani (NIH, Duke University, Case Western Reserve University, ecc) ha ottenuto alcuni tra i risultati più interessanti a livello mondiale nello studio di una cura contro l’AIDS, è stato prima firma in numerosi articoli sull’argomento e ha rappresentato il team di ricerca a varie conferenze internazionali, tra cui conferenze a Washington DC, Parigi e Miami.
A luglio 2018 lavora come biologo all'Università Ruprecht Karl di Heidelberg, la più antica della Germania, dove è Humboldt fellow.

## Carriera scacchistica
Ha iniziato a giocare a 4 anni imparando dal padre e dal fratello. A 16 diventa Maestro. Campione albanese nel 2003. È Maestro Internazionale dal 2005 con norme ottenute a Bratto (2004), Verona e Montecatini (2005). Ha disputato le Olimpiadi di Calvià 2004 e di Torino 2006 con la nazionale del suo paese d’origine. È stato vice-Campione Italiano a squadre con la Salentina Confindustria di Lecce e successivamente per due volte con Chieti. Dopo aver ottenuto la cittadinanza italiana nel 2007, ha disputato le Olimpiadi di Dresda 2008 con la squadra azzurra classificatasi 41ª.
Ha partecipato a Reggio Emilia al Torneo scacchistico internazionale di Capodanno nel 2006/2007 giungendo =4º con Oleh Romanyšyn, nel 2008 a Martina Franca partecipa anche al Campionato italiano di scacchi.
Il suo record nel rating mondiale lo ottiene nella classifica FIDE di settembre 2011 dove totalizza 2507 punti Elo, che lo posiziona al 6º posto in Italia.
Nel maggio 2011 a Otranto vince il l'Open Internazionale Alimini Village .
Nel maggio 2016 vince il campionato italiano a squadre a Civitanova Marche con il circolo "Robert Fischer" di Chieti.
A partire dal 2016 comincia a giocare la Bundesliga Tedesca con il team SG Speyer-Schwegenheim.
Ottiene la terza norma di Grande Maestro al torneo chiuso di Mulhouse del 2018, un secondo posto che vale il titolo di Grande Maestro. Aveva ottenuto le precedenti norme nel 2009 all'Arctic Chess Challenge di Tromso e durante la Bundesliga Tedesca del 2017. Il titolo è stato ratificato durante l'Assemblea Generale della FIDE svoltasi in ottobre a Batumi durante le Olimpiadi 2018.

## Vita privata
Si è sposato a Erfurt nel settembre del 2015 con l'allora Grande Maestro Femminile tedesca Elisabeth Paehtz, hanno vissuto a Roma e in seguito si sono trasferiti in Germania.. I due scacchisti si sono successivamente separati.